# Prospekt Mira
Prospekt Mira (en ruso: Проспект Мира) es una estación del Metro de Moscú situada en el Distrito de Meshchansky de esa misma ciudad. La estación se encuentra en la línea Kaluzhsko-Rízhskaya, entre las estaciones de Rízhskaya y Sújarevskaya.

## Historia
La estación se inauguró el 1 de mayo de 1958 y hasta 1971 fue el final de la línea Kaluzhsko-Rízhskaya por la parte norte.

## Diseño

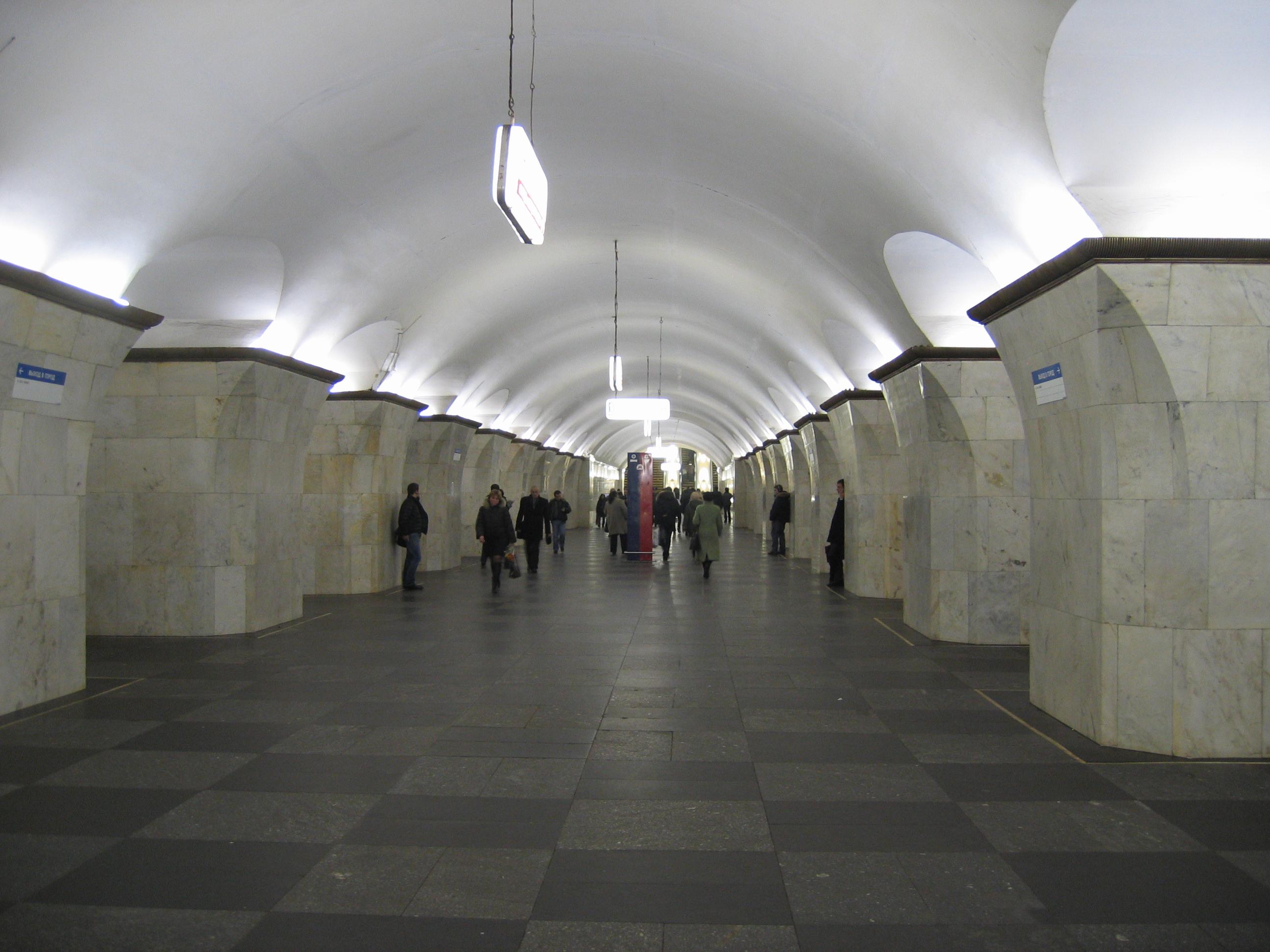
Pasillo central de la estación

Diseñada por V. Lebedev y P. Shteller, la estación cuenta con pilares acampanados recubiertos de mármol blanco y adornados con cornisas afiladas de metal. Las paredes están recubiertas de azulejos de cerámica blanca con líneas horizontales negras.

## Accesos
La entrada a la estación se encuentra en el lado oeste de la avenida Mira (al norte de Protopopovsky Pereulok), en la primera planta del edificio de la central del control del Metro de Moscú.